# (12057) Alfredsturm
(12057) Alfredsturm est un astéroïde de la ceinture principale.

## Description
(12057) Alfredsturm est un astéroïde de la ceinture principale. Il fut découvert le 18 février 1998 à Heppenheim par l'observatoire de Starkenburg. Il présente une orbite caractérisée par un demi-grand axe de 2,16 UA, une excentricité de 0,05 et une inclinaison de 2,4° par rapport à l'écliptique.

## Compléments